# Felipe Bortolucci Pires
Felipe Bortolucci Pires (født 21. august 1993) er en brasiliansk fodboldspiller.
Han har spillet for flere forskellige klubber i sin karriere, herunder Tochigi SC.